# Orusco de Tajuña
Orusco de Tajuña – miasto w Hiszpanii we wschodniej części wspólnoty autonomicznej Madryt, 55 km od Madrytu. 

## Atrakcje turystyczne
- Kościół San Juan Evangelista z XVII wieku
- Kaplica Matki Bożej Bellaescusa zbudowana przez kolonistów w XIII wieku
- Fontanna na placu w centrum miasta